# Schlacht bei Flochberg
Die Schlacht bei Flochberg fand am 8. Februar 1150 zwischen den königlichen Truppen unter dem Oberbefehl Heinrichs (VI.), Sohn König Konrads III., und Welf VI. statt. Durch den Sieg der Königlichen wurde der andauernde Konflikt zwischen den beiden Adelshäusern beigelegt.

## Hintergrund und Verlauf
Anfang 1150 fielen die Welfen in die staufischen Besitzungen im Herzogtum Schwaben ein. König Konrad III. sandte daraufhin seinen Sohn Heinrich (VI.) und beauftragte ihn mit den Oberbefehl über 5 Heeresaufgebote. Er zog mit diesen von der Burg Harburg los. Es kam bei der Burg Flochberg, welche von Welf VI. angegriffen wurde, am 8. Februar 1150 zur Schlacht. Heinrich (VI.) befahl seinen schnellsten Reitern dem Gegner den Fluchtweg abzuschneiden. Es gelang ihm schlussendlich Welf VI. zu besiegen und rund 300 Ritter gefangen zunehmen. Welf VI. konnte mit nur wenigen seiner Ritter im Schutz der Dunkelheit entkommen.

## Folgen
Nach der Schlacht beriet König Konrad III. zusammen mit den Fürsten über das weitere Vorgehen gegen den besiegten Welf VI., der zunächst den Kampf nicht aufgab und an dem Bündnis mit König Roger II. von Sizilien festhielt. Ein endgültiger Friedensschluss erfolgte vermutlich am 24. September 1150 auf dem Hoftag zu Langenau bei Ulm. Demnach verpflichtete sich Welf VI., dass er in Zukunft keine Schritte mehr gegen Konrad III. unternehmen wird, der im Gegenzug die 300 gefangenen Gefolgsleute freiließ. Außerdem überließ Konrad Welf Einkünfte aus dem Königsgut sowie das Gut Mertingen, welches er von Bischof Konrad von Passau gegen das – dann nicht eingehaltene – Versprechen, diesem als Ersatz in seinem Bistum gelegene Güter zu übertragen, erhalten hatte.